# Gizotso

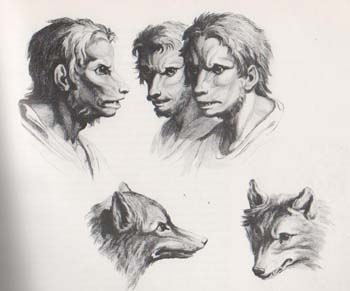
Caracterización de un Gizotso.

Gizotso es el nombre dado en vasco al hombre lobo. Es considerado como un monstruo de la mitología vasca, mitad hombre y mitad lobo. Según las leyendas vive por el bosque, aparece a veces en la noche, con cadenas. En la región de Luzaide (Navarra) se creía que poseía una fuerza extraordinaria.
En la región de Arratia, en Vizcaya, se celebra como el producto del infame comercio entre los seres racionales e irracionales. La gente dice que en el lugar llamado Agiano (Ceánuri) vivía una mujer que iba a su casa, pero el Gizotso se topó con ella y le arrancó los ojos.